# Vittaria sikkimensis
Vittaria sikkimensis là một loài dương xỉ trong họ Pteridaceae. Loài này được Kuhn mô tả khoa học đầu tiên năm 1870.